# Laura Põldvere
Laura Põldvere (Tartu, 30 agosto 1988) è una cantante estone.

## Biografia
Inizia la propria attività nel 2005 come membro del gruppo Suntribe con il quale si aggiudicherà l'Eurolaul del 2005 permettendo al gruppo di partecipare all'Eurovision con il pezzo Let's Get Loud.
Con la dissoluzione del gruppo, Laura intraprende la carriera da solista vincendo il programma televisivo Kaks takti ette. Laura nel 2007 ha partecipato come solista all'Eurolaul 2007 con il brano Sunflowers. Laura si aggiudica il terzo posto e a settembre pubblica il suo primo album solista Muusa.
Nel 2009 ha presentato anche il brano Destiny all'Eesti Laul 2009 arrivando sempre terza. Lo stesso anno ha pubblicato anche il suo secondo album solista Ultra.
Nel 2016 ha partecipato di nuovo all'Eesti Laul con il brano Supersonic, classificandosi seconda.
Nel 2017 dopo aver vinto l'Eesti Laul in coppia con Koit Toome, torna a rappresentare l'Estonia all'Eurovision Song Contest, di nuovo ospitato a Kiev, con il brano Verona (ispirato alla tragica storia di Romeo e Giulietta) che però non riesce a qualificarsi per la finale pur essendo uno dei preferiti dal pubblico.
Nel 2020 prese parte per la sesta volta alla selezione estone per l'eurovision con il brano Break me aggiudicandosi nuovamente l'accesso alla finale ma senza raggiungere il podio.
Nel 2021 invece ha partecipato per la prima volta a UMK 2021, la selezione finlandese per la kermesse europea, con il brano Play, classificandosi all'ultimo posto su sette partecipanti.

## Discografia

### Album
- 2007 - Muusa
- 2009 - Ultra
- 2019 - 9 elu

### Singoli
- 2005 - Let's Get Loud (con le Suntribe)
- 2005 - Ei Tunne Mind (con le Suntribe)
- 2005 - Moonwalk
- 2007 - Sunflowers
- 2007 - Muusa
- 2008 - 581 C
- 2008 - Lihtsad asjad
- 2009 - Destiny
- 2009 - Pühakud
- 2009 - Ultra
- 2010 - Südasuve rohtunud teed
- 2010 - Võid kindel olla
- 2011 - Kustuta kuuvalgus
- 2015 - Supersonic
- 2016 - 94/95
- 2017 - Verona (con Koit Toome)
- 2018 - Tõusulained
- 2020 - Break Me
- 2021 - Play